# 増沢洵
増沢 洵（増澤 洵、ますざわ まこと、1925年〈大正14年〉5月5日 - 1990年〈平成2年〉10月12日）は、東京都生まれの日本の建築家。1952年発表の自邸吹抜けのある家『最小限住居』などで著名。

## 略歴
- 1947年 東京帝国大学工学部建築学科卒業
- 1947年 レーモンド設計事務所入所。アントニン・レーモンドに師事
- 1956年 増沢建築設計事務所を開設。
- 1963年 - 1965年 日本建築家協会理事
- 1964年 - 1965年 東京大学工学部講師
- 1977年 成城学園の建築で日本建築学会賞

## 作品
- 吹抜けのある家-最小限住居（自邸）：9坪ハウス 狭小住宅の代表作 1952年竣工。レーモンド事務所の所員だった1952年に、小田急線東北沢駅最寄りの敷地に建てられたもの。1951年、金融公庫の融資に当選し自宅の設計を開始。設計期間は2ヶ月、工事は3ヶ月で竣工させた。2階建ての階高で部屋を分離させて開放性を獲得するため効果的に用いた吹抜けが特徴的。 戦後の住宅史の中で特筆秀作の声も高い。1950年代にこのような小住宅が実験的にいくつか作られたが、その代表が池辺陽の最小限住宅シリーズとこの増沢邸とされ、増沢は住宅デザイン史に輝かしい足跡を残す。以降、長年にわたって住まいの探究を実践するが、実際は公共施設の設計が主となる。そうした施設の設計においても空間とそれをつくり出している木構造の架構とディティールにエネルギーを費やした。近年では、小泉誠、阿部仁史、藤本壮介、松井龍哉などの建築家やデザイナーが、最小限住居が有する高品質の居住性を広く一般に普及させることを目的として、増沢邸が有するコンセプトを踏襲したリメイクを手掛け、デザイン住宅シリーズ『9坪ハウス』が販売されている。
- コアのあるH氏の家：「原邸」1953年。雑誌の企画で発表した「ケーススタディハウス」の考え方やプランニングを実践。この住宅はその後、しばらく日本で住宅デザインに広く影響を及ぼす。1999年に『DOCOMOMO JAPAN選定 日本におけるモダン・ムーブメントの建築』に選定される。

(その他)
- Fさんの家
- T君の家
- 鈴鹿青少年スポーツセンター
- 北海道青少年スポーツセンター
- 南紀青少年スポーツセンター
- Yビル
- 日本花の会事務所
- 山崎製菓古河工場
- カルピス岡山工場
- 群馬音楽センター
- コマツビル（1966年、中山克己と共同設計）
- カルピス本社ビル
- 等々力の家
- Villa K&H
- 桑沢デザイン研究所
- 新宿風月堂
- 沼津市民文化センター（BCS賞、中部建築賞受賞）

## 著書
- 洋風住宅設計図集　増沢洵（井上書院）
- 和風住宅設計図集　増沢洵（井上書院）